# Comuna Krasnohirka, Lenine
Krasnohirka (în ucraineană Красногірка) este o comună în raionul Lenine, Republica Autonomă Crimeea, Ucraina, formată din satele Korolove și Krasnohirka (reședința).

## Demografie
Componența lingvistică a comunei Krasnohirka
     Rusă (54,59%)
     Tătară crimeeană (32,68%)
     Ucraineană (9,44%)
     Alte limbi (0,9%)
Conform recensământului din 2001, majoritatea populației comunei Krasnohirka era vorbitoare de rusă (54,59%), existând în minoritate și vorbitori de tătară crimeeană (32,68%), ucraineană (9,44%) și armeană (1,69%).